# Spirale déflationniste
Pour un article plus général, voir déflation.

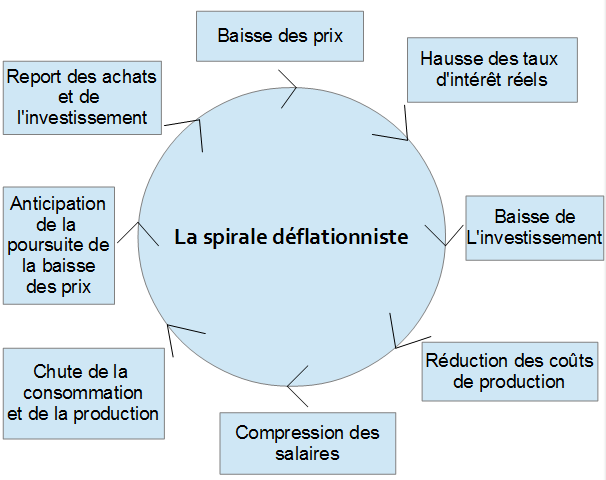
La spirale déflationniste.

Une spirale déflationniste ou cercle déflationniste désigne un phénomène économique dans lequel une situation déflationniste engendre un cercle vicieux qui maintient ou accroît cette déflation. Ce terme a été inventé dans les années 1930 par l'économiste américain Irving Fisher.  
Lors d'une baisse générale des prix, le gain de pouvoir d'achat pour les ménages ne se reporte pas de manière mécanique sur une hausse de la consommation. En effet si les agents anticipent une baisse durable des prix, ils peuvent être enclin à thésauriser ce gain de pouvoir d'achat en faisant le raisonnement qu'une même somme d'argent permettra d'acheter davantage de biens dans le futur, par rapport à un achat immédiat. Si ce phénomène, appelé effet de revenu l'emporte sur l'effet prix (qui lui incite à consommer davantage lorsque les prix baissent, grâce à la hausse du pouvoir d'achat qui en résulte), alors la demande baisse, la production aussi, et on entre dans une spirale déflationniste. Ce phénomène est aggravé par la hausse des taux d'intérêt réels qui augmente les rendements de l'épargne, et amplifie la thésaurisation. Cette spirale déflationniste s'auto-entretient d'elle-même, et il faut une intervention exogène pour y mettre fin.
La Grande Dépression peut être considérée comme un cercle déflationniste. 
Un gouvernement peut essayer d'enrayer un cercle déflationniste en mettant en place une politique inflationniste, par exemple en augmentant la masse monétaire, et en réduisant les taux d'intérêt.

## Sources
1. ↑  Jean-François Goux, Inflation, Désinflation, Déflation, Paris, Dunod, 1998, 126 p. (ISBN 2-10-003533-9)